# 小行星16973
小行星16973（16973 Gaspari）是一颗绕太阳运转的小行星，为主小行星带小行星。该小行星于1998年11月23日发现。

## 轨道参数
小行星16973的轨道半长轴为2.2320109 UA，离心率为0.099。